# 弗拉诺·塞拉克
福拉诺·嗇拉克（1929年6月14日—2016年11月30日），也译福雷音·萨拉克（Frane Selak）、伏拿勞•舍肋，克罗地亚人。据称，他曾七次死里逃生，并在2003年中彩80万欧元。记者称他为“世界上最幸运的人”， 和“世界上最幸运的和最倒霉的人”。

## 经历
弗拉诺·塞拉克幸运经歷始于1962年一月。当时他正在一个寒冷的雨天乘坐火车经过一条峡谷，因铁轨湿滑，火车脱轨并衝入河中。弗拉诺·塞拉克获救但其他17个不幸的乘客被淹死。弗拉诺·塞拉克折断了一条手臂并且体温过低。 第二年，当他第一次也是最后一次乘坐飞机时，他从损坏的机舱门被吹出，掉落到一个干草堆上，这次空难另外导致19人遇难。 然而，1963年克罗地亚并无任何空难报告。 三年之后的1966年，他乘坐的巴士因打滑衝出路面落入河中，四名乘客溺亡。弗拉诺·塞拉克游到岸边，只留下了几个切口和擦伤。
1970年，当他正驾车时，他的汽车起火，他设法在油箱爆炸前逃离。 三年后，在另一起交通事故中，他汽车的引擎被一个失灵的燃料泵浇上热油，火焰从通风口中喷出。 塞拉克的头发被完全烧焦，但他却安然无恙。 1995年，他在萨格勒布被巴士撞击，但仅受轻伤。 1996年，他为了避免与联合国卡车在一个山间急弯处相撞，急转弯衝向护栏。车门突然打开，他被衝出（当时他并没有繫安全带）并挂在一棵树上，眼睁睁的看着自己的车跌入90米深的山谷。
2016年11月30日，逝世於87歲。

## 彩票赢家
在2003年，在他的第73岁生日后两天， 塞拉克通过购买彩票赢得了800,000欧元(约合1,110,000美元或702,920英镑)。 在他中奖的同时，他也迎来了他的第五次婚姻。 他用奖金购置了两套房子以及一条船。 在2010年，他决定把大部分剩余的赠送给亲戚朋友，决意过节俭的生活。